# Gottlob Christian Crusius

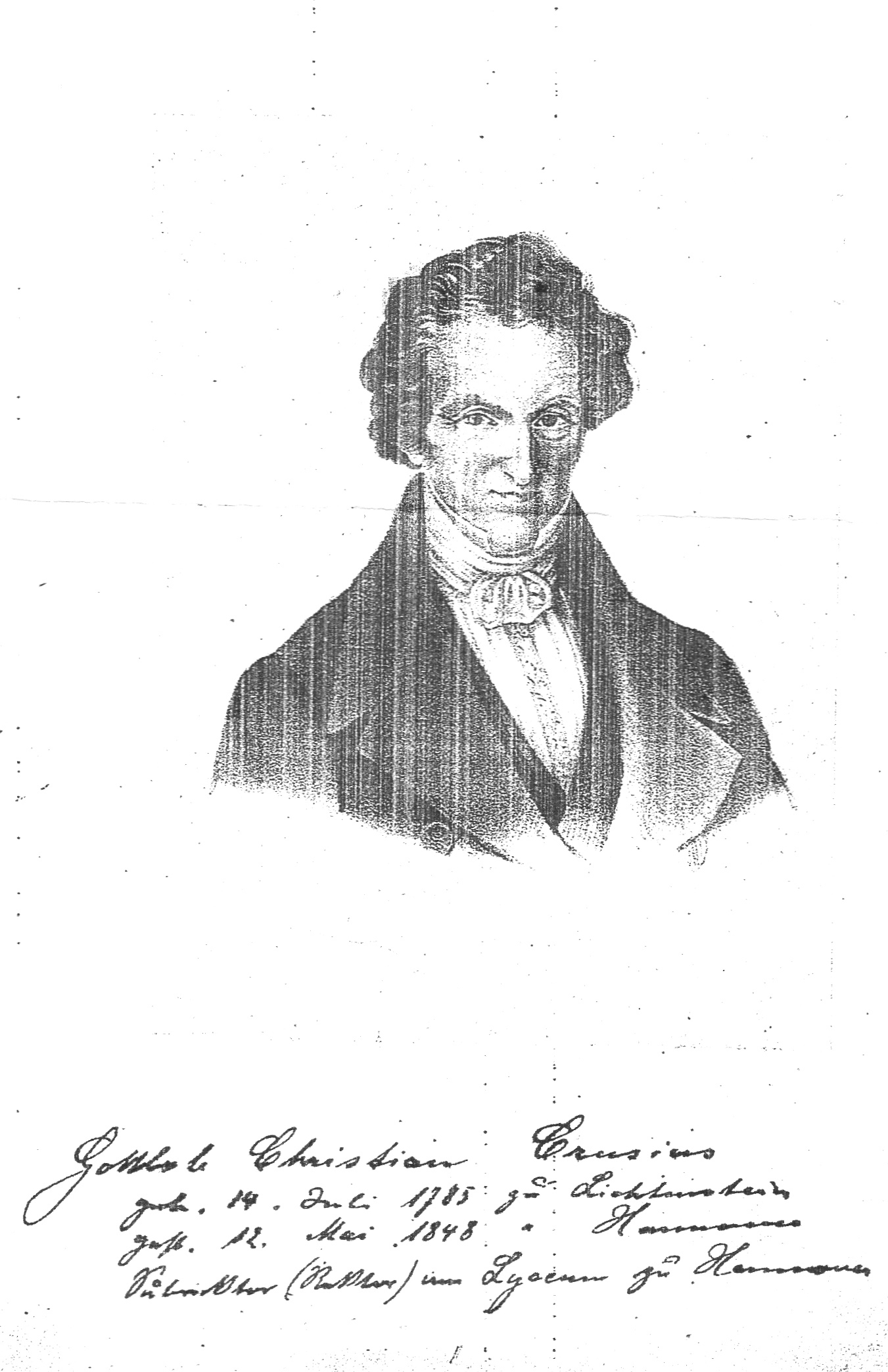
Gottlob Christian Crusius

Gottlob Christian Crusius (* 14. Juli 1785 in Lichtenstein; † 12. Mai 1848 in Hannover) war ein deutscher Philologe, Pädagoge und Autor.

## Leben
Der Sohn des Schullehrers und Kantors Gottlob Leberecht Crusius besuchte 1801 das Gymnasium in Zwickau, an 1806 die Universität Wittenberg, um Theologie und Philologie zu studieren. Durch die Befreiungskriege wurde sein Studium unterbrochen und setzte dies aber 1807 bis Pfingsten 1809 an der Wittenberger Hochschule fort. Danach wurde er Hauslehrer in Klieken bei Dessau und bezog 1810 die Universität Halle, wo er Mitglied des pädagogischen Seminars wurde.
Im Juni 1812 trat er eine Stelle als dritter Lehrer  und Kantor am Lyzeum in Osterode an. 1816 folgte er einem Rufe als nach Hannover als Kantor an das dortige Lyzeum, an dem er auch Unterricht in den alten Sprachen erteilte. 1826 zum Subrektor ernannt, musste er bald darauf wegen einer Erkrankung seine Stelle als Kantor niederlegen und wirkte fortan nur mehr als philologischer Lehrer bis zum Jahre 1843, als er wegen eines Brustleidens mit dem Titel „Rektor“ seiner amtlichen Geschäfte entbunden wurde.
Als Schriftsteller erwarb sich Crusius durch eine große Anzahl von Schulausgaben und Wörterbüchern zu antiken Schriftstellern einen in weiten Kreisen bekannten Namen. Seine bedeutendste Leistung ist das in wiederholten Auflagen erschienene Wörterbuch über die homerischen Gedichte, das nach seinem Tod von Ernst Eduard Seiler und Carl Capelle überarbeitet wurde. Die letzte, 9. Auflage (1889) wurde zuletzt 1968 nachgedruckt. Mit Georg Aenotheus Koch gab Crusius auch ein Wörterbuch der Memorabilien Xenophons heraus, das bis heute (in der Bearbeitung von Otto Güthling) in Gebrauch ist.
Gottlob Christian Crusius heiratete am 18. Juli 1815 Dorothee Henriette Louise Becker, mit der er sechs Kinder hatte: Gottlob Ernst August Hermann (1816–1819), Mathilde (1818–1875), Louise Ernestine Agnes (1820–1821), Emilie (1821–1907), Theodore (1824–1909) und Elisabeth (1837–?). Seine Stammliste ist in der Stammliste seines Ururururgroßvaters Balthasar Crusius enthalten.